# Konzervatoř Plzeň
Konzervatoř Plzeň je střední škola s hudebním zaměřením, která sídlí v Plzni. V roce 1961 byl jejím zakladatelem a prvním ředitelem Karel Václav Vacek.
Tato konzervatoř poskytuje vzdělání v oborech hudba a zpěv. Studium, které je zakončeno absolutoriem, trvá šest let. Mezi další aktivity školy patří pořádání interpretačních kurzů Mezinárodní hudební akademie Plzeň a také Mezinárodní smetanovské klavírní soutěže v Plzni.